# Dominions II: The Ascension Wars
Dominions 2: The Ascension Wars è un videogioco di strategia a turni sviluppato dalla Illwinter Game Design e pubblicato dalla Shrapnel Games nel 2003, ed è il secondo capitolo di una serie di videogiochi iniziata l'anno precedente con Dominions: Priests, Prophets and Pretenders.

## Modalità di gioco
Il gioco presenta pressoché lo stesso gameplay del predecessore/capostipite, ma con un'interfaccia notevolmente migliorata e alcune nuove nazioni, oltre che alla possibilità di includere l'IA per le partite in giocatore singolo.

### Divinità
Una volta creata la partita (decidendo i giocatori, la mappa dove si svolge la partita, le eventuali mod, i parametri della mappa, il limite massimo di turni e le regole generali del creatore della partita), si passa alla creazione del dio da parte dei giocatori, terminata la quale i giocatori mandano i loro file all'ospitante, che inizierà il gioco.
Ogni tipo di dio costa punti che possono essere spesi sulle sue proprietà di dominio, le sue abilità magiche o il tipo di castello iniziale. I livelli iniziali della magia tra le altre cose determinano l'effetto delle benedizioni del dio, un'abilità speciale che migliora le statistiche di alcune unità sacre: un dio che possiede una potente magia del Fuoco migliorerà le loro abilità d'attacco, con persino l'eventualità di armi infuocate, mentre uno che si concentra sulla magia della Natura permetterà invece di andare in uno stato di berserk. È possibile creare un dio che eccelle alla magia e alla ricerca ma è fisicamente debole, o un dio guerriero virtualmente invincibile che però non ha alcun dominio magico.
Gli effetti del Dominio si modificano usando punti per modificare le sei bilance, ovvero Ordine/Tumulto, Produttività/Accidia, Calore/Gelo, Crescita/Morte, Fortuna/Malasorte e Magia/Prosciugamento, che rappresentano la natura del dio che si manifesterà nel territorio sotto il suo dominio.
All'inizio di ogni partita, tutti i giocatori ricevono due messaggi che spiegano la lore del gioco. Al principio del tempo, il Caos regnava supremo, dal quale sorsero mondi popolati da numerosi esseri. Col passare dei millenni, vennero combattute guerre, re e imperatori caddero, e le civiltà vennero costruite e poi caddero, e intanto numerosi dei strani e oscuri venivano venerati nei templi pagani, e si combatterono l'un l'altro portando sempre più rovina a coloro che li servivano. Alla fine venne un essere illuminato e potentissimo, chiamato l'Unico, il quale scacciò tutti gli dei pagani dai Cieli e li esiliò nell'Oblio. L'Età del Caos ebbe termine e fu sostituito dall'Ordine dell'Unico, sotto il quale le creature di tutti i mondi conobbero la prosperità. Tanto tempo dopo, però, l'Unico è sparito, lasciando le genti di tutti i mondi da soli senza una guida né ordine mentre il Trono dei Cieli rimane vuoto. Esseri di grande potenza ne approfittano per tentare di prendere il suo posto, in una nuova lotta per la supremazia dove solo il più forte potrà trionfare e prendere il posto di Colui che Venne Prima.

### Civiltà
Ognuna delle diciassette civiltà presenti nel gioco possiede una propria scelta di soldati, comandanti, sacerdoti e maghi; molte di esse possiedono anche una vasta gamma di magie e/o Pretendenti unici, e abilità come bonus alle difese del castello, un dominio che diffonde morte e decadenza, eccetera. Alcune nazioni si trovano in varianti chiamati temi, rappresentanti un periodo storico diversa o una linea temporale diversa: per esempio, Ermor ha come forma standard un impero umano sull'orlo di perdizione, mentre i suoi due temi alternativi sono l'Impero Cinereo e la Porta Meridionale, entrambe nazioni di non morti con unità e abilità radicalmente diverse.
- Abysia: questa civiltà è una landa desolata popolata da umanoidi grandi e fatti di lava; preferisce territori ad alte temperature, e il suo territorio irradia calore, che affatica il nemico ed è in grado di farlo incendiare. La fanteria è forte e pesantemente armata, ma non si trova alcuna unità a cavallo nativa; i maghi aggiungono varietà all'esercito con una selezione di incroci tra Abisi, umani e demoni. Abysia può anche reclutare assassini e addestrare salamandre in grado di dare fuoco a nemici nei loro pressi.
- Atlantide: liberamente tratta dall'Atlantide descritta da Platone, questa è una delle due civiltà in grado di costruire castelli sott'acqua, le sue truppe sono marine o anfibie, e i loro maghi sono abili in tutti i campi della magia, in particolare l'acqua.
- Pythium: basata sull'impero bizantino, questa civiltà umana combina un esercito efficace a maghi-sacerdoti costosi ma estremamente potenti. Tra le unità reclutabili si trovano gladiatori (che lottano a una sola battaglia), assassini, lanciatori di giavellotti e "comunicanti" (che prestano la loro forza ai maghi in battaglia potenziandoli). Punti deboli sono la mancanza di una cavalleria affordabile, deboli frombolieri al posto degli arcieri e una delle peggiori milizie nel gioco.
- Man: liberamente basata sulla mitologia celtica, questa civiltà umana usa archi lunghi, cavalieri, streghe e bardi.
- Ulm: avendo lo stesso nome della città tedesca, questa civiltà sembra essere ispirata alla Germania medievale. Ulm usa la magia della terra con un esercito dall'armatura pesante e ottime protezioni e abilità d'assedio per i castelli. Poiché l'acciaio è preferito rispetto alle magie, i fabbri di questa civiltà producono oggetti a un prezzo diminuito.
- Caelum: questa nazione di uomini alati è dominata da un'oligarchia magica che istituisce un rigido sistema a caste. Preferisce le regioni dal clima rigido, e molte sue unità indossano un'armatura di ghiaccio a esso resistente, mentre i maghi sono meglio adatti per le magie di Dominio Acqua e Aria; tra le unità terrestri di Caelum si trovano i "senzali" (indistinguibili dai normali umani), guardie del tempio (guerrieri santi che si sono strappati le ali in segno di lealtà) e mammut.
- C'tis: questa antica civiltà di uomini lucertola combine elementi dell'antico Egitto con le opere di Robert E. Howard, e vanta potenti maghi della morte e della natura, assassini in grado di evocare scheletri e, tramite un tema, un dominio che causa pestilenze.
- Arcoscephale: questo regno umano modellato dall'antica Grecia vanta una forte magia elementale e astrale, e può costruire laboratori magici a un minor prezzo rispetto alle altre nazioni. Arco può reclutare numerosi varianti di opliti con lancia, sostenuti da una cavalleria primitiva, elefanti da guerra e cocchi, mentre la famosa Sacerdotessa possiede l'abilità unica di curare malroi in battaglia e persino malattie.
- Ermor: questo regno umano è basato sul decadente impero romano; i suoi taumaturghi impararono il segreto della necromanzia dai sauromanti di C'tis, ma a seguito di uno sfrenato abuso l'impero fu spinto al limite del crollo.
- Marignon: questo regno di fanatici su basa sulla Francia medievale durante l'Inquisizione. I suoi balestrieri sono in grado di perforare armature contro chiunque con i loro proiettili, mentre i sacerdoti sono maestri del fuoco, pregano molto efficacemente contro le fedi nemiche e sono molto utili per potenziare flagellanti e cavalieri.
- Pangaea: Pangaea consiste in mezzi uomini dalla mitologia greca, come satiri e menadi; le sue unità sanno guarirsi da sole alle ferite, e gran parte di esse sa usare tattiche stealth.
- Vanheim: ispirata alla mitologia nordica, Vanheim è un regno di umani, vanir e nani. I suoi comandanti possono attraversare con le loro truppe le province oceaniche per attaccare le regioni costiere.
- Jotunheim: altra nazione ispirata alla mitologia nordica, è abitata dai Jotun, giganti di ghiaccio che praticano la magia del sangue, della natura e dell'acqua e sostenuti dai vættir, abili nello spionaggio. La milizia di questa nazione è la più forte del gioco in termine di difesa delle province.
- R'lyeh: questa razza anfibia proviene da un altro sistema solare ed è basata dalle opere di H. P. Lovecraft. È in grado di costruire castelli sott'acqua, e i suoi eserciti consistono in potenti telepati, maghi astrali, schiavi atlantidei, ibridi mezzi-umani e una vasta gamma di bizzarre creature evocate dal cosiddetto "vuoto".
- T'ien Ch'i: basato sulla Cina medievale, questo regno vanta una grande varietà di fanti e arcieri, e una buona qualità di cavalleria sia da mischia che da tiro. I loro castelli portano una vasta gamma di sortilegi, con una moderata enfasi sul Dominio dell'Acqua. Sono però una nazione debole, vulnerabile specialmente alle magie astrali.
- Mictlan: questo regno ispirato all'impero azteco usa truppe arcaiche ma un potente dominio del Sangue, e i suoi comandanti usano la coscrizione sugli schiavi di questa civiltà.
- Machaka: modellato sulle tribù dell'Africa, questo regno umano predilige fanti e arcieri divisi in clan. Le sue truppe d'élite guidano ragni giganti, e del pari vari stregoni diventano ragni giganti quando feriti (abilità ereditata da un antico dio defunto).

## Accoglienza
| Testata  | Giudizio |
| -------- | -------- |
| 1UP.com  | A        |
| GameSpot | 6.2/10   |
| GameZone | 7.8/10   |
| IGN      | 6.5/10   |

Dominions II è stato lodato per la sua flessibilità nel permettere ai giocatori di comandare e personalizzare i propri eserciti in numerosi modi, così come per l'immersività, i dettagli nel gioco e la lunga longevità tramite concetti nel gioco introdotti di volta in volta, rendendo ogni partita sempre diversa.
Il gioco è stato però considerato anche assai complicato: i nuovi concetti di gioco si presentano sotto una ripida curva d'approfondimento, richiedendo l'aiuto costante al manuale, e l'interfaccia utente, nonostante i miglioramenti dal gioco originale, rimane descritta come ingombrante e non intuitiva, costringendo il giocatore a uscire dal gioco per correggere gli errori commessi durante i turni precedenti. La rappresentazione grafica sugli eserciti e sulle battaglie è stata invece descritta "degna del 1998".
Computer Games Magazine ha nominato Dominions II come terzo miglior gioco per computer del 2003 e l'hanno premiato come "Miglior Gioco Indipendente"; stando agli editori, "non c'è un gioco fantasy più epico, vario e vivido [di Dominions II]". Del pari, Computer Gaming World l'ha nominato per il premio "Strategico dell'Anno" del 2003 (vinto da Age of Wonders: Shadow Magic), e l'hanno chiamato come il miglior 4X dell'anno, scrivendo: "è impossibile ignorare la quasi sovrastante profondità di strategia [del gioco]".